# El jeque blanco (película)
El jeque blanco (título original, Lo sceicco bianco) es una película de comedia romántica de 1952 dirigida por Federico Fellini. Está protagonizada por Leopoldo Trieste, Alberto Sordi y Brunella Bovo. Escrita por Fellini junto a Tullio Pinelli, Ennio Flaiano, basado en un guion anterior de Michelangelo Antonioni, la película trata sobre un hombre que trae a su esposa a Roma de luna de miel para tener una audiencia privada con el Papa y presentarla a su familia. Al llegar a la città eterna, la joven se escapa para encontrar al héroe de su fotonovela favorita: el jeque blanco, por lo que su marido se ve obligado a pasar hora tras hora poniendo excusas a su ansiosa familia que quiere conocer a su novia desaparecida. 
La película supuso el debut cinematográfico de Fellini, pues su anterior película, Luces de variedades, fue codirigida junto a Alberto Lattuada. Solo fue un fracaso al estrenar, pero ahora muchos reconocen en esa comedia agridulce y caótica una pequeña obra maestra de juventud, en la cual se pueden distinguir en cierne los futuros temas recurrentes del genio felliniano: la gran urbe trepidante y las turbas remolinantes y disfrazadas, la playa, la sátira del conformismo social y religioso, etc. 

## Argumento

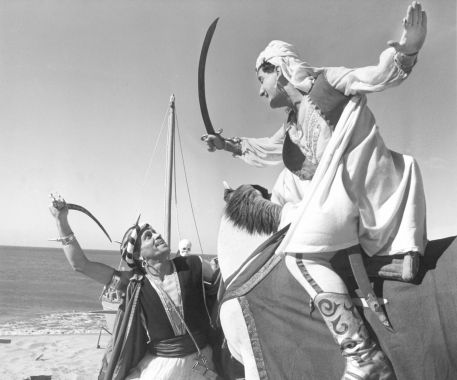
Fotograma de la película.

Ivan (Leopoldo Trieste), pequeño pasante provinciano, muy reprimido y tieso, y su esposa Wanda (Brunella Bovo), hermosa, ingenua, y mucho más jovenBajan del tren en el caos de la Estación Central de Ferrocarriles de Roma. Sólo acaban de casarse, y entendemos que, antes de consumar el matrimonio, Ivan quiere presentar su joven esposa a su tío, quien es curial en el Vaticano, y también conseguir la bendición del papa Pío XII en la audiencia que su tío le habrá facilitado.
Llegan al hostal, e Ivan, tras ponerse rojo cuando el conserje grita al foro: "Subiendo a la “camera matrimoniale” !', decide hacer une breve siesta, solo. Wanda lo aprovecha para bajar, y correr, en una calle muy cerca, al despacho de la redacción de su fotonovela predilecta: está cautivada por las aventuras del “Jeque Blanco”, un personaje a semejanza de Rodolfo Valentino, y está empeñada en entrevistarse con su ídolo…
Pero ese día el Jeque Blanco (Alberto Sordi) no está en Roma: está trabajando a orillas del mar, cerca de Ostia. Y Wanda, enajenada por la idea de ver a su ídolo en carne y hueso (ya le ha escrito varias cartas y le ha dibujado…) sube en la plataforma de una camioneta que lleva varios técnicos a la playa donde se hacen las fotos. Pero la entrevista desilusiona mucho a la muchacha: el Jeque Blanco, tan pronto como están a solas, se arroja encima de ella, y sólo está interrumpido por su propia celosa esposa. Wanda, desesperada, se halla sola, sin dinero, a cuarenta kilómetros de Roma, y los que aceptan transportarla a la capital quieren en cambio una cosa que ella no puede dar …
Durante este tiempo, en Roma, Ivan (que se despierta en una habitación inundada: Wanda había olvidado cerrar un grifo…) trata desesperadamente de hallar pretextos para esconder a su familia la desaparición de su esposa y aplazar la audiencia con Pío XII. 
Y se lanza en busca de Wanda en la gran urbe hirviente, donde estará tambaleado (particularmente en medio de un desfile de bersaglieri), hasta la noche: noche en que aparecen las mujeres que hacen la carrera, e Ivan, agotado y desesperado, sufre la tentación - mientras que Wanda, extenuada, se acerca al Tíber como último recurso…

## Reparto
- Alberto Sordi como Fernando Rivoli, “el Jeque Blanco”
- Brunella Bovo como Wanda Cavalli
- Leopoldo Trieste como Ivan Cavalli
- Giulietta Masina como Cabiria
- Lilia Landi como Felga
- Gina Mascetti como la mujer del Jeque Blanco
- Ettore Maria Margadonna como el tío de Ivan
- Rino Leandri como el portero del hotel
- Silvia De Vietri como camarera
- Jole Silvani: Assunta
- Piero Antonucci como Oscar
- Antonio Acqua como el comisario
- Giorgio Salvioni como el doctor

## Producción

### Guion
En 1949, el director Michelangelo Antonioni rodó el cortometraje L'amorosa menzogna, que trataba acerca del mundo de la fotonovela. Sobre esta historia, escribió un pequeño manuscrito de veinte páginas que tituló: Caro Ivan (literalmente, "querido Iván"), base de lo que debería haber sido su primera película. Sin embargo Antonioni abandonó el proyecto luego de enfermar y el guion pasó a manos del director Alberto Lattuada. Lattuada también acabó rechazando la idea, por lo que finalmente el proyecto recayó en Federico Fellini. Fellini, era entonces un director novato que sólo había codirigido una película con Alberto Lattuada de escaso éxito en taquilla, Luces de variedades y ni siquiera estaba seguro de poder encargarse el solo del proyecto. El propio Alberto Sordi animó a Fellini para que se hiciera cargo. Finalmente Fellini aceptó y el productor Carlo Ponti  le encargó en compañía de Tullio Pinelli de reescribir el guion. Al igual que en Luces de variedades, Ennio Flaiano colaboró sin acreditar en la escritura del guion.
Fellini cuenta que para la rescritura del guion se inspiró en una serie de historias que ya había escrito cuando trabajaba como colaborador para la revista Marc'Aurelio y que «reflejaban mis pensamientos sobre la naturaleza despiadada de las historias de amor, sobre el amor adolescente frente a una realidad agridulce, sobre la luna de miel que se torna rancia, sobre las decepciones de los primeros días del matrimonio y sobre la imposibilidad de mantener los sueños románticos del principio».

### Elección del reparto

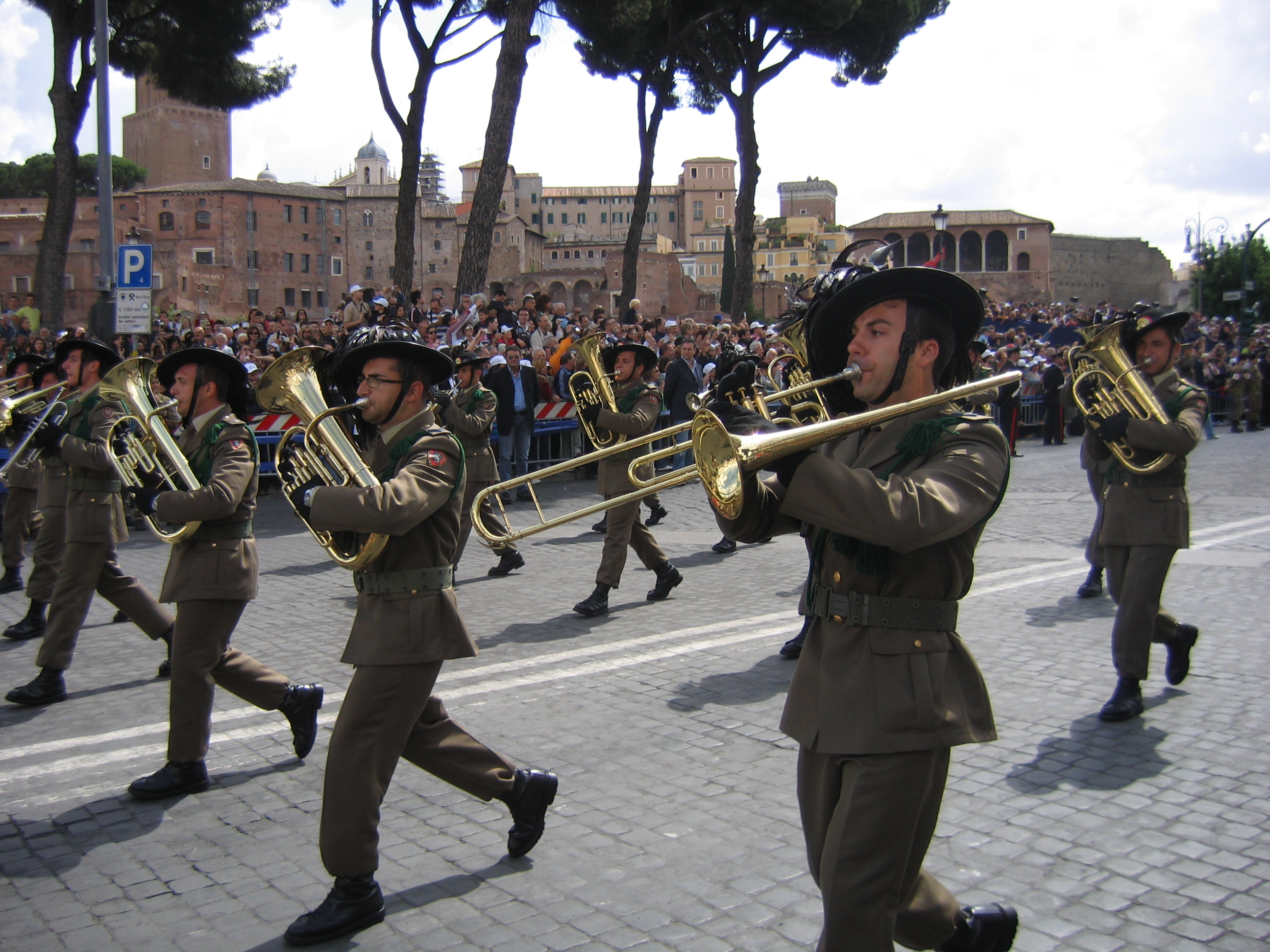
Desfile de bersaglieri tocando una fanfarria.

Fellini le propuso el papel de Ivan a Leopoldo Trieste luego de verlo en la Galleria Colonna de Roma, lugar donde frecuentaban personas del mundo del espectáculo. Trieste entonces era dramaturgo y no había realizado aún ningún papel en el cine. Es posible que Fellini se hubiese fijado en Trieste luego de ver unas pruebas que hizo para una película de Nino Bazzani que nunca vio la luz. Fellini, había comenzado a acudir a la Galleria Colonna cuando realizaba Luces de variedades, junto a Alberto Lattuada, que giraba en torno al mundo de los espectáculos. En un primer encuentro, Trieste tuvo reticencias en aceptar el papel debido a que se consideraba así mismo un dramaturgo y no un actor. Fellini lo convenció, según palabras textuales del propio Leopoldo Trieste, diciéndole que él era de la «raza de los clowns» y que «era capaz hacer cualquier cosa relacionado con el mundo de la actuación». Originalmente, para el papel de Ivan, Antonioni había pensando en el famoso cómico Totò, que fue rechazado posteriormente por Fellini al ser demasiado caro. Antes de Leopoldo Trieste, otros actores considerados para el papel protagonista fueron Alberto Sordi, Carlo Croccolo o Peppino De Filippo. 
Fellini conoció a Brunella Bovo luego de que ella fuera al teatro a ver la obra I rusteghi de Godoni, en la que trabajaba entonces su esposa, Giulietta Masina. Bovo había realizado anteriormente la película Milagro en Milán con Vittorio De Sicca. Después de una prueba, Brunella Bovo fue definitivamente elegida. Para el papel del jeque blanco, antes de Alberto Sordi, hubo audiciones con Aroldo Tieri. Alberto Sordi se dio a conocer gracias a su papel en esta película, su carrera despegaría con su papel en I Vitelloni ("Los inútiles") en 1953.
Giulietta Masina, la propia esposa de Fellini, hace un pequeño cameo actuando brevemente como Cabiria, la prostituta de gran corazón, prefigura el film Le notti di Cabiria (Las noches de Cabiria) en 1957.

## Recepción
Giulio Cesare Castello escribió en Cinema V del 15 de diciembre de 1952 "El sujeto de El Jeque Blanco, después de haber pasado de mano en mano, de Michelangelo Antonioni a Alberto Lattuada, ha vuelto (como en el fondo era justo) a Federico Fellini, quien tuvo él primero la idea (de esa película). Fellini estaba bien apto a realizarlo, pues que -1° tenía una anciana experiencia de historietista, y así podía muy bien describir un medio, y deformarlo irónicamente - y 2° tenía una clara propensión hasta la observación cáustica, y un gusto para la farsa y los disfraces..."

## Banda sonora
La banda sonora fue realizada por Nino Rota, en la primera colaboración entre el músico y Federico Fellini. 